# Phil Boyd
Philip Ewing „Phil“ Boyd (* 5. Juni 1876 in Toronto; † 16. November 1967 ebenda) war ein kanadischer Ruderer.

## Karriere
Boyd besuchte das Upper Canada College. 1904 nahm er an den Olympischen Spielen in St. Louis teil. Hier erreichte er mit seiner Mannschaft vom Argonaut Rowing Club im Achter den zweiten Rang und sicherte sich somit Silber. Im folgenden Jahr gewann er bei der Royal Canadian Henley Regatta den Wettbewerb im Achter. 1908 gewann er bei selbiger Regatta den Wettkampf im Vierer ohne Steuermann. Bei den Olympischen Spielen 1912 nahm er erneut im Achter teil – hier schied das kanadische Boot bereits in der Vorrunde gegen den späteren Goldmedaillengewinner vom britischen Leander Club aus.
Neben dem Rudersport war er auch im Rugby erfolgreich. 1901 gewann er mit seiner Mannschaft die Meisterschaft der Ontario Rugby Football Union. Später war er im Rugby auch als Schiedsrichter tätig. Beruflich war er in Toronto als Buchhalter aktiv.